# DTM Trophy 2020
DTM Trophy 2020 – pierwszy, inauguracyjny sezon serii DTM Trophy. Inauguracja nastąpiła 1 sierpnia 2020 roku na torze Spa-Francorchamps, sezon zakończył się 8 listopada na Hockenheimringu. Zawody miały charakter serii towarzyszącej dla mistrzostw DTM. Mistrzem pierwszego sezonu DTM Trophy został Tim Heinemann.

## Kierowcy i zespoły
| Konstruktor   | Samochód                    | Zespół                          | Nr | Kierowca             | Rundy  |
| ------------- | --------------------------- | ------------------------------- | -- | -------------------- | ------ |
| Mercedes-Benz | Mercedes-AMG GT4            | Leipert Motorsport              | 4  | Jan Kisiel           | 1-6    |
| Mercedes-Benz | Mercedes-AMG GT4            | Leipert Motorsport              | 2  | Fidel Leib           | 1-6    |
| Mercedes-Benz | Mercedes-AMG GT4            | Leipert Motorsport              | 9  | Marc de Fulgencio    | 1-6    |
| Mercedes-Benz | Mercedes-AMG GT4            | Superdrink by Bremotion         | 7  | Jan Philipp Springob | 1-6    |
| Mercedes-Benz | Mercedes-AMG GT4            | HP Racing International         | 46 | Tim Heinemann        | 1-6    |
| Audi          | Audi R8 LMS GT4 Evo         | Racing One                      | 5  | Lucas Mauron         | 1-6    |
| Audi          | Audi R8 LMS GT4 Evo         | Racing One                      | 6  | Kelvin Snoeks        | 1-3    |
| Audi          | Audi R8 LMS GT4 Evo         | Racing One                      | 6  | Dominique Schaak     | 4-6    |
| Audi          | Audi R8 LMS GT4 Evo         | Carbogaz Racing                 | 77 | David Serban         | 1-4, 6 |
| Audi          | Audi R8 LMS GT4 Evo         | Superdrink by Spielkind Racing  | 94 | Felix von der Laden  | 1-4    |
| Porsche       | Porsche 718 Cayman PRO4 GT4 | Phoenix Racing                  | 17 | Rudolf Rhyn          | 1-6    |
| Porsche       | Porsche 718 Cayman PRO4 GT4 | Allied Racing                   | 30 | Felix Hirsiger       | 1-4    |
| Porsche       | Porsche 718 Cayman PRO4 GT4 | Allied Racing                   | 30 | Bastian Buus         | 5      |
| Porsche       | Porsche 718 Cayman PRO4 GT4 | Allied Racing                   | 30 | Nicolas Schöll       | 6      |
| Porsche       | Porsche Cayman PRO4 GT4     | PROsport Performance            | 18 | Peter Terting        | 1-6    |
| BMW           | BMW M4 GT4                  | FK Performance                  | 10 | Ben Green            | 1-6    |
| BMW           | BMW M4 GT4                  | FK Performance                  | 11 | Luke Wankmüller      | 1-6    |
| BMW           | BMW M4 GT4                  | FK Performance                  | 12 | Christian Konnerth   | 6      |
| BMW           | BMW M4 GT4                  | Walkenhorst Motorsport          | 34 | Ben Tuck             | 1-6    |
| BMW           | BMW M4 GT4                  | Walkenhorst Motorsport          | 35 | Max Koebolt          | 1-6    |
| BMW           | BMW M4 GT4                  | Hofor Racing by Bonk Motorsport | 61 | Michael Schrey       | 3      |
| KTM           | KTM X-Bow GT4               | Teichmann Racing                | 19 | Kevin Strohschänk    | 1-2, 4 |
| KTM           | KTM X-Bow GT4               | Teichmann Racing                | 19 | Reinhard Kofler      | 3      |
| KTM           | KTM X-Bow GT4               | Teichmann Racing                | 20 | Laura Kraihamer      | 2      |
| KTM           | KTM X-Bow GT4               | Teichmann Racing                | 20 | Georg Griesemann     | 3      |
| KTM           | KTM X-Bow GT4               | Teichmann Racing                | 58 | Yves Volte           | 2      |
| Toyota        | Toyota GR Supra GT4         | Ring Racing                     | 90 | José María López     | 2, 6   |
| Toyota        | Toyota GR Supra GT4         | Ring Racing                     | 90 | Heiko Hammel         | 3      |
| Toyota        | Toyota GR Supra GT4         | Ring Racing                     | 90 | Nico Verdonck        | 4-6    |
| Toyota        | Toyota GR Supra GT4         | Ring Racing                     | 91 | Heiko Hammel         | 2      |
| Toyota        | Toyota GR Supra GT4         | Ring Racing                     | 91 | Andreas Gülden       | 3      |
| Toyota        | Toyota GR Supra GT4         | Ring Racing                     | 91 | Michael Tischner     | 4-6    |

## Kalendarz
| Runda | Tor                         | Wyścig 1        | Wyścig 2        |
| ----- | --------------------------- | --------------- | --------------- |
| 1     | Cicuit de Spa-Francorchamps | 1 sierpnia      | 2 sierpnia      |
| 2     | EuroSpeedway Lausitz        | 22 sierpnia     | 23 sierpnia     |
| 3     | Nürburgring                 | 12 września     | 13 września     |
| 4     | Nürburgring                 | 19 września     | 20 września     |
| 5     | Circuit Zolder              | 17 października | 18 października |
| 6     | Hockenheimring              | 7 listopada     | 8 listopada     |

## Wyniki
| Runda | Runda | Tor                         | Pole Position  | Najszybsze okrążenie | Zwycięzca (kierowcy) | Zwycięzca (zespoły)     | Zwycięzca (konstruktorzy) |
| ----- | ----- | --------------------------- | -------------- | -------------------- | -------------------- | ----------------------- | ------------------------- |
| 1     | W1    | Cicuit de Spa-Francorchamps | Ben Tuck       | Marc de Fulgencio    | Ben Tuck             | Walkenhorst Motorsport  | BMW                       |
| 1     | W2    | Cicuit de Spa-Francorchamps | Tim Heinemann  | Ben Green            | Ben Green            | FK Performance          | BMW                       |
| 2     | W1    | EuroSpeedway Lausitz        | Felix Hirsiger | Jan Kisiel           | Tim Heinemann        | HP Racing International | Mercedes-Benz             |
| 2     | W2    | EuroSpeedway Lausitz        | Jan Kisiel     | Tim Heinemann        | Tim Heinemann        | HP Racing International | Mercedes-Benz             |
| 3     | W1    | Nürburgring Grand Prix      | Tim Heinemann  | Tim Heinemann        | Tim Heinemann        | HP Racing International | Mercedes-Benz             |
| 3     | W2    | Nürburgring Grand Prix      | Tim Heinemann  | Tim Heinemann        | Tim Heinemann        | HP Racing International | Mercedes-Benz             |
| 4     | W1    | Nürburgring Sprint          | Tim Heinemann  | Tim Heinemann        | Tim Heinemann        | HP Racing International | Mercedes-Benz             |
| 4     | W2    | Nürburgring Sprint          | Tim Heinemann  | Tim Heinemann        | Tim Heinemann        | HP Racing International | Mercedes-Benz             |
| 5     | W1    | Circuit Zolder              | Lucas Mauron   | Lucas Mauron         | Lucas Mauron         | Racing One              | Audi                      |
| 5     | W2    | Circuit Zolder              | Lucas Mauron   | Lucas Mauron         | Lucas Mauron         | Racing One              | Audi                      |
| 6     | W1    | Hockenheimring              | Lucas Mauron   | Lucas Mauron         | Lucas Mauron         | Racing One              | Audi                      |
| 6     | W2    | Hockenheimring              | Lucas Mauron   | Lucas Mauron         | Tim Heinemann        | HP Racing International | Mercedes-Benz             |

## Klasyfikacje

### Klasyfikacja kierowców
| Miejsce                                            | Kierowca             | R1  | R1 | R2  | R2 | R3  | R3 | R4  | R4 | R5  | R5 | R6 | R6 | Punkty |
| -------------------------------------------------- | -------------------- | --- | -- | --- | -- | --- | -- | --- | -- | --- | -- | -- | -- | ------ |
| 1                                                  | Tim Heinemann        | 2   | 21 | 12  | 13 | 1   | 1  | 1   | 1  | 32  | 6  | 23 | 1  | 275    |
| 2                                                  | Jan Kisiel           | 4   | 5  | 3   | 31 | 43  | 3  | 4   | 3  | 5   | 23 | 4  | 4  | 165    |
| 3                                                  | Ben Tuck             | 1   | 6  | 7   | 2  | 3   | 13 | 5   | 4  | 15  | 7  | 5  | 2  | 133    |
| 4                                                  | Ben Green            | NU  | 12 | 11  | 4  | 2   | 4  | 3   | 8  | 4   | 32 | 14 | 15 | 120    |
| 5                                                  | Lucas Mauron         | 14  | 10 | 19  | NU | 8   | 9  | NU  | 9  | 1   | 1  | 1  | 31 | 115    |
| 6                                                  | Peter Terting        | NU  | 4  | 6   | NU | 20  | 5  | 2   | 2  | 14  | 9  | NU |    | 72     |
| 7                                                  | Max Koebolt          | 3   | 3  | 13  | 9  | 19  | 7  | 8   | 7  | 8   | 10 | 9  | 8  | 62     |
| 8                                                  | Marc de Fulgencio    | 8   | 93 | 8   | 6  | 5   | 8  | 6   | 6  | 133 | 5  | NU |    | 62     |
| 9                                                  | Jan Philipp Springob | 6   | 11 | 4   | 7  | 7   | 12 | 7   | 5  |     |    | 8  | 13 | 54     |
| 10                                                 | Felix Hirsiger       | 5   | 8  | 21  | 5  | 101 | 10 | 9   | 10 |     |    |    |    | 52     |
| 11                                                 | Nico Verdonck        |     |    |     |    |     |    | DSF | 12 | 22  | 4  | 7  | 12 | 36     |
| 12                                                 | Nicolas Schöll       |     |    |     |    |     |    |     |    |     |    | 32 | 52 | 29     |
| 13                                                 | Luke Wankmüller      | 13  | 7  | 10  | 11 | 9   | 20 | 10  | 11 | 9   | 11 | 6  | 9  | 24     |
| 14                                                 | Reinhard Kofler      |     |    |     |    | 11  | 2  |     |    |     |    |    |    | 21     |
| 15                                                 | Rudolf Rhyn          | 7   | 12 | 203 | 12 | 13  | 15 | 11  | 13 | 7   | 12 | NU | 73 | 20     |
| 16                                                 | Kelvin Snoeks        | DSF | NU | 5   | 10 | 18  | 11 |     |    |     |    |    |    | 12     |
| 17                                                 | José María López     |     |    | 21  | 8  |     |    |     |    |     |    | NU | 6  | 12     |
| 18                                                 | Bastian Buus         |     |    |     |    |     |    |     |    | 6   | 8  |    |    | 12     |
| 19                                                 | Felix Von Der Laden  | 9   | 14 | 9   | 13 | 21  | 17 | 13  | 14 |     |    |    |    | 4      |
| 20                                                 | Fidel Leib           | 10  | 13 | 14  | 15 | 15  | 18 | 12  | 15 | 11  | 13 | 11 | 10 | 3      |
| 21                                                 | Dominique Schaak     |     |    |     |    |     |    | 14  | 17 | 10  | 15 | 12 | 11 | 1      |
| 22                                                 | Heiko Hammel         |     |    | 12  | 14 | 12  | 16 |     |    |     |    |    |    | 0      |
| 23                                                 | Kevin Strohschänk    | 11  | 15 | 18  | 19 |     |    |     |    |     |    |    |    | 0      |
| 24                                                 | David Serban         | 12  | 16 | 15  | 17 | 16  | 21 | 15  | 16 |     |    | 13 | 16 | 0      |
| 25                                                 | Michael Tischner     |     |    |     |    |     |    | 16  | 18 | 12  | 14 |    |    | 0      |
| 26                                                 | Andreas Gülden       |     |    |     |    | 14  | 14 |     |    |     |    |    |    | 0      |
| Kierowcy-goście, którzy nie mogli zdobywać punktów |                      |     |    |     |    |     |    |     |    |     |    |    |    |        |
| -                                                  | Michael Schrey       |     |    |     |    | 6   | 6  |     |    |     |    |    |    | -      |
| -                                                  | Yves Volte           |     |    | 17  | 16 |     |    |     |    |     |    |    |    | -      |
| -                                                  | Laura Kraihamer      |     |    | 16  | 18 |     |    |     |    |     |    |    |    | -      |
| -                                                  | Christian Konnerth   |     |    |     |    | 17  | 19 |     |    |     |    | 10 | 14 | -      |
| -                                                  | Georg Griesemann     |     |    |     |    |     |    |     |    |     |    |    |    | -      |
| Źródło:                                            |                      |     |    |     |    |     |    |     |    |     |    |    |    |        |

### Klasyfikacja zespołów
| Miejsce | Zespół                         | Punkty |
| ------- | ------------------------------ | ------ |
| 1       | HP Racing International        | 275    |
| 2       | Leipert Motorsport             | 230    |
| 3       | Walkenhorst Motorsport         | 195    |
| 4       | FK Performance                 | 144    |
| 5       | Racing One                     | 128    |
| 6       | Allied Racing                  | 93     |
| 7       | PROsport Performance           | 72     |
| 8       | Superdrink By Bremotion        | 54     |
| 9       | Ring Racing                    | 48     |
| 10      | Teichmann Racing               | 21     |
| 11      | Phoenix Racing                 | 20     |
| 13      | Superdrink by Spielkind Racing | 4      |
| 12      | Carbogaz Racing                | 0      |

### Klasyfikacja konstruktorów
| Miejsce | Konstruktor   | Punkty |
| ------- | ------------- | ------ |
| 1       | Mercedes-Benz | 559    |
| 2       | BMW           | 339    |
| 3       | Porsche       | 185    |
| 4       | Audi          | 132    |
| 5       | Toyota        | 48     |
| 6       | KTM           | 21     |